# Friedrich von Knauss
Friedrich von Knauss (7 de febrero de 1724, Aldingen en Ludwigsburg—14 de agosto de 1789, Viena) fue relojero e inventor alemán que construyó mecanismos de relojería capaces, de manera elemental, de tocar instrumentos musicales, escribir frases cortas o realizar otras tareas individuales especializadas. Su padre, Ludwig Knauss, también fue relojero. Friedrich tuvo un hermano, Ludwig Johann, cuyo año de nacimiento se supone debe haber sido 1715 o 1716.
A partir de 1739, Friedrich estuvo al servicio de la corte del Gran Duque de Darmstadt y en 1749 se hizo "Hofmechanikus" o "mecánico de la Corte". Junto con su hermano, produjo el famoso "Kaiserliche Vorstellungsuhr", o Reloj de la Representación Imperial, en 1750. Aunque no muy exitosas, algunas de sus invenciones más notorias fueron cuatro cabezas mecánicas parlantes, construidas en 1770. Su escaso éxito se debió al hecho de que, en 1779, la Academia de Ciencias de San Petersburgo empleó la producción de una cabeza parlante como tema para un concurso de mecánicos y fabricantes de órganos, especificando que la máquina fuese capaz de pronunciar las cinco vocales.
Durante el año de 1778, Knauss fue reclutado como capitán de la artillería de Viena.